# Shanghai Masters (tennis)
Shanghai Masters (också känd som Shanghai Masters 1000 presented by Rolex för kommersiella anledningar) är en tennisturnering för herrar som spelas i Shanghai, Kina. Turneringen ingår i ATP-touren och spelades första gången under 2009 (12–19 oktober), med alla matcher utomhus på hardcourt på Qizhong Forest Sports City Arena. Turneringen är också en del av Masters 1000, turneringskategorin som tar vid efter Masters Series. Bildandet av turneringen tillkännagavs officiellt  13 november 2008, under den säsongens Tennis Masters Cup. Rolex, det schweiziska klockföretaget, meddelade samtidigt att det skulle vara sponsor för turneringen.
Shanghai var tidigare värd för Tennis Masters Cup, en årlig tävling som avslutar säsongen och som är reserverad för världens åtta bästa tennisspelare. Shanghai anordnade Masters 2002 samt mellan 2005 och 2008. Valet att förlägga den nya turneringen i Shanghai kom efter ett ökande intresse för sporten i Kina med tennistävlingarna vid OS 2008 i Peking. Kina har stått värd för två andra turneringar på ATP-touren före den här - Hong Kong Open (1973–2002) och China Open (Peking, 1993–), men Shanghai Masters är den första verkliga Masters-turneringen som spelas i Kina och Asien, sedan kategorins start 1990.

## Resultat

### Singel

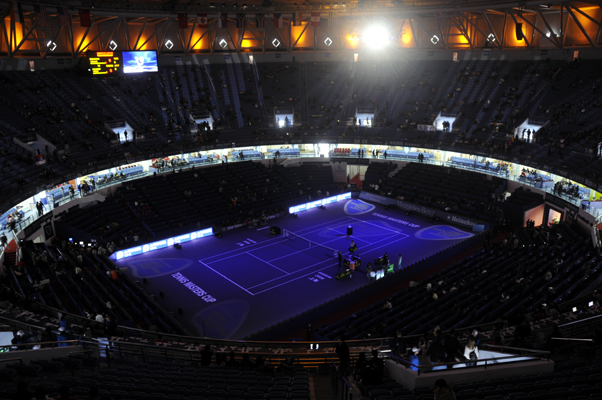
Qi Zhong Stadium, värd för en match i Tennis Masters Cup 2008.

| År   | Mästare           | Finalist              | Resultat             |
| ---- | ----------------- | --------------------- | -------------------- |
| 2009 | Nikolay Davydenko | Rafael Nadal          | 7–6(7–3), 6–3        |
| 2010 | Andy Murray       | Roger Federer         | 6–3, 6–2             |
| 2011 | Andy Murray       | David Ferrer          | 7–5, 6–4             |
| 2012 | Novak Djokovic    | Andy Murray           | 5–7, 7–6(13–11), 6–3 |
| 2013 | Novak Djokovic    | Juan Martín del Potro | 6-1, 3-6, 7-6(7–3)   |
| 2014 | Roger Federer     | Gilles Simon          | 7–6(8–6), 7–6(7–2)   |
| 2015 | Novak Djokovic    | Jo-Wilfried Tsonga    | 6–2, 6–4             |
| 2016 | Andy Murray       | Roberto Bautista Agut | 7–6(7–1), 6–1        |
| 2017 | Roger Federer     | Rafael Nadal          | 6–4, 6–3             |
| 2018 | Novak Djokovic    | Borna Ćorić           | 6–3, 6–4             |
| 2019 | Daniil Medvedev   | Alexander Zverev      | 6–4, 6–1             |

### Dubbel
| År   | Mästare                             | Finalister                              | Resultat                   |
| ---- | ----------------------------------- | --------------------------------------- | -------------------------- |
| 2009 | Julien Benneteau Jo-Wilfried Tsonga | Mariusz Fyrstenberg Marcin Matkowski    | 6–2, 6–4                   |
| 2010 | Jürgen Melzer Leander Paes          | Mariusz Fyrstenberg Marcin Matkowski    | 7–5, 4–6, [10–5]           |
| 2011 | Max Mirnyi Daniel Nestor            | Michaël Llodra Nenad Zimonjić           | 3-6, 6-1, [12–10]          |
| 2012 | Leander Paes Radek Štěpánek         | Mahesh Bhupathi Rohan Bopanna           | 6–7(7–9), 6–3, [10–5]      |
| 2013 | Ivan Dodig Marcelo Melo             | David Marrero Fernando Verdasco         | 7–6(7–2), 6–7(6–8), [10–2] |
| 2014 | Bob Bryan Mike Bryan                | Julien Benneteau Édouard Roger-Vasselin | 6–3, 7–6(7–3)              |
| 2015 | Raven Klaasen Marcelo Melo          | Simone Bolelli Fabio Fognini            | 6–3, 6–3                   |
| 2016 | John Isner Jack Sock                | Henri Kontinen John Peers               | 6–4, 6–4                   |
| 2017 | Henri Kontinen John Peers           | Łukasz Kubot Marcelo Melo               | 6–4, 6–2                   |
| 2018 | Łukasz Kubot Marcelo Melo           | Jamie Murray Bruno Soares               | 6–4, 6–2                   |
| 2019 | Mate Pavić Bruno Soares             | Łukasz Kubot Marcelo Melo               | 6–4, 6–2                   |